# Mistrovství Evropy v zápasu řecko-římském 1967
Mistrovství Evropy v zápasu řecko-římském 1967 se konalo v Minsku, Sovětský svaz. 

## Výsledky

### Muži
| Kategorie | Zlato             | Stříbro          | Bronz             |
| --------- | ----------------- | ---------------- | ----------------- |
| 52 kg     | Petar Kirov       | Sergej Rybalko   | Rolf Lacour       |
| 57 kg     | János Varga       | Hartmut Puls     | Rustem Kazakov    |
| 63 kg     | Simion Popescu    | Sergej Agamov    | Jiří Švec         |
| 70 kg     | Gennadij Sapunov  | Eero Tapio       | Klaus Pohl        |
| 78 kg     | Sırrı Acar        | Ion Ţăranu       | Georgij Veršinin  |
| 87 kg     | Alexandr Jurkevič | Lothar Metz      | Gheorghe Popovici |
| 97 kg     | Ferenc Kiss       | Vasilij Merkulov | Pelle Svensson    |
| +97 kg    | István Kozma      | Nikolaj Šmakov   | Petr Kment        |